# Томас Сердань де Таллада
Томас Сердань де Таллада (ісп. Tomás Cerdán de Tallada) — іспанський юрист та політичний письменник, гуманіст.

## Біографія
Народився в Хативі близько 1530 року.
Був особистим другом іспанських королів Філіппа II та Філіппа III. Навчався в університеті Валенсії. Поміж його вчителів вирізняються Хуан Хеліда, Хуан Луиїс Вівес та Херонімо Муньос. Філіпп III в 1604 році призначив його на посаду регента Арагону.
Він був автором трактату, який розповідав про відвідування ув'язнених у тюрмах, і тому вважається предтечею сучасного адвоката з кримінальних справ, який взяв собі посаду «адвоката бідних». За підтримки сестри-монахині Маргарет Агульони, подруги юності, він показав у своєму звіті постійне жорстоке поводження із ув'язненими, невелику їх безпеку, и погані умови утримання.
Мешкав усамітнено, в будинку, який був розташований у садибі Моліно, на околиці Міслати, де пізніше була побудована зразкова в'язниця Валенсії.
24 вересня 1614 року продиктував заповіт, за сприянням архієпископа Ісидоро Аліаги, а чотирма днями пізніше відійшов у вічність.

## Видатні твори
- Visita de la cárcel y de los presos (Valencia: Pedro de Huete, 1574).
- Verdadero gobierno de la Monarquía, tomado por su propio sugeto la conservación de la paz (1581).
- Veriloquium en reglas de Estado (1604).
- Repartimiento sumario de la jurisdicción de S.M. en el reino de Valencia (1611).
- Discurso en razón de abreviar pleitos (1613).